# 石橋湛一
石橋 湛一（いしばし たんいち、1913年（大正2年）8月15日 - 2003年（平成15年）9月7日）は、日本の教育者。内閣総理大臣を務めた石橋湛山の長男。三菱銀行に勤務していた。

## 年譜
- 1913年 - 東京市に石橋湛山の長男として生まれる
- 1937年 - 早稲田大学政治経済学部経済学科卒業後、三菱銀行に入行
- 1968年 - 三菱銀行を退社し、三菱江戸川化学（現・三菱ガス化学）に入社[1]
- 1969年 - 立正大学学園理事、常務理事、理事長代行を歴任（ - 1983年）
- 1970年 - 立正大学客員教授（ - 1988年）
- 1973年 - 石橋湛山記念財団理事
- 1989年 - 同財団理事長

## 家族
- 娘・久美子は日本商工会議所会頭を務めた足立正の孫・足立正晃に嫁した。